# Acadêmicos de São Vicente
GRCBES Acadêmicos de São Vicente é uma escola de samba de São Vicente (São Paulo).
Em 2010, foi quinta e última colocada